# Commission on Chicago Landmarks
La Commission on Chicago Landmarks (« Commission des lieux remarquables de Chicago »), fondée en 1968 par une ordonnance municipale de la ville de Chicago, est composée de neuf membres nommés par le maire et le conseil municipal de Chicago (Chicago City Council). Elle a pour mission de recommander des bâtiments, des lieux, des objets ou des districts entiers, pour leur inscription en tant que Chicago Landmarks (CL), leur offrant ainsi une protection légale.